# Гаврилки (Смоленська область)
Гаври́лки — село в Вяземському районі Смоленської області Росії. Входить до складу Єрмолінський сільського поселення. Населення — 10 жителів (2011 рік).
Розташована в східній частині області в 23 км на північний схід від Вязьми, в 6 км південніше автодороги  М1 «Білорусь» , на березі річки Велья. У 16 км південніше села розташована залізнична станція Ісаково на лінії Вязьма — Калуга.

## Історія
У роки німецько-радянської війни село було окуповане німецькими військами у жовтні 1941 року, звільнено від гітлерівців 1943 року.